# Daniel Vangarde
Pour les articles homonymes, voir Bangalter.
Daniel Vangarde, Daniel Bangalter de son véritable nom, né en 1947, est un producteur, parolier et auteur-compositeur français.

## Biographie
Au début des années 1970, il travaille entre autres, avec Ringo, Sheila et Joe Dassin. Il a enregistré un album dans la vague contestataire (avec des titres comme : Un bombardier avec ses bombes, Comme le juge avait mal mangé, Une comète va rencontrer la terre,,).
Son label Zagora a produit des artistes tels que La Compagnie Créole, les Gibson Brothers, Paula Moore ou encore Vic Edimo. Zagora a été distribué par Carrère, Barclay et Philips/Phonogram.
Il s'est ensuite reconverti dans les musiques festives (il est le parolier de la Compagnie créole : Vive le Douanier Rousseau !, Le Bal masqué, Souris à la vie, La Machine à danser, C'est bon pour le moral, Ça fait rire les oiseaux ; compositeur Jean Kluger). Ses principaux travaux ont été effectués dans les années 1970 pour les interprètes Ottawan, Gibson Brothers, Sheila et Joe Dassin (Oh Namba), comme parolier, compositeur ou producteur. Il a alors largement travaillé avec Jean Kluger.
En 1978, Daniel Vangarde réalise le morceau Aqua avec Wally Badarou sous le nom de DVWB,. Ce disco mutant, avec force synthés, boîtes à rythme et vocoder, a été repris dans la compilation Cosmic Machine (A voyage through French Cosmic & Electronic Avantgarde 1970 -1980) de Because Music.
D'origine juive polonaise, il trouve, en 1999, dans les archives de la Sacem, dirigée alors par Jean-Loup Tournier, des documents inédits sur le comportement de cette société à l’égard des artistes juifs, via une note interne du 7 novembre 1941, qui « a édicté le fichage des auteurs “non aryens”, décidé du blocage de leurs droits, et menacé d’internement “en camp de concentration” ».
Il est également le père du compositeur Thomas Bangalter, cofondateur de Daft Punk. Une chanson d'Eddie Johns, More Spell On You, sortie en 1979 et produite par Daniel Vangarde est samplée sur One More Time sans que cela soit crédité sur le disque.